# 조 (축구 선수)
주앙 아우베스 지 아시스 시우바(포르투갈어: João Alves de Assis Silva, 1987년 3월 20일, 브라질 상파울루 ~ )는 조(포르투갈어: Jô)라는 이름으로 알려져 있는 브라질의 축구 선수이며, 스트라이커로 활약하고 있다.

## 선수 생활

### 맨체스터 시티
조는 맨체스터 시티에 입단했지만 2010-11 프리미어리그에는 한 경기도 출전하지 못했다. 결국 임대 생활을 전전하다가 브라질로 복귀했다.

### 에버턴
맨체스터 시티에서의 주전경쟁에서 밀렸던 조는 2009년 2월 겨울 이적시장을 통해 에버턴 FC에 임대 이적을 하게 된다. 시즌이 끝날때까지 12경기 출전 5골을 기록, 최전방 공격수 부족에 시달리던 에버턴에 대안이 되었던 조는 성공적인 임대를 마치고 원 소속팀으로 복귀했다. 그러나 중동 자본에 인수된 팀의 본격적인 선수영입이 이루어졌고 그 중에서도 카를로스 테베스, 에마뉘엘 아데바요르와 같은 공격수 보강이 주를 이루어 팀 내에서의 조의 입지는 더 좁아지게 된다. 에버턴에서의 성공적인 생활에 그리움을 가지고 있었던 조는 에버턴으로 다시 임대이적을 오게되고 2009-2010 시즌이 끝날때까지 에버턴 선수로 뛰게 되었고, 2009-2010 시즌 후반기부터는 갈라타사라이 SK로 임대하여 활약했다.

## 경력
- 2007년 FIFA U-20 월드컵 국가대표
- 2008년 하계 올림픽 축구 국가대표
- 2013년 FIFA 컨페더레이션스컵 국가대표
- 2014년 FIFA 월드컵 국가대표

## 수상
브라질
- 올림픽 축구 : 동메달 (2008)
- FIFA 컨페더레이션스컵 : 우승 (2013)
- FIFA 월드컵 : 4위 (2014)